# 為房慶次朗
為房 慶次朗（ためふさ けいじろう、2001年9月3日 - ）は、ジャパンラグビーリーグワンクボタスピアーズ船橋・東京ベイに所属するラグビーユニオン選手。

## プロフィール
- 大阪府出身[1]。
- ポジションはプロップ(PR)。
- 身長: 180 cm、体重: 108 kg
- 兄の虎太郎は柔術家で弟の幸之介もラグビー選手[2](現・常翔学園高校)。
- 日本代表キャップは11。（2025年8月15日現在）

## 略歴
小学2年生からラグビーを始めた。なお中学時代は柔道部にも入っており、全国大会に出場。
2020年、常翔学園高校卒業後、明治大学に入る。なお常翔学園高校時代、高校日本代表に選ばれたことがある。
2024年、アーリーエントリーでクボタスピアーズ船橋・東京ベイに加入。同年3月23日に行われたJAPAN RUGBY LEAGUE ONE第11節埼玉ワイルドナイツ戦にて途中出場でリーグワン公式戦初出場を果たした
2024年6月22日に行われたリポビタンDチャレンジカップ2024イングランド戦にて途中出場で日本代表初キャップ獲得。